# Grand Prix automobile d'Irlande

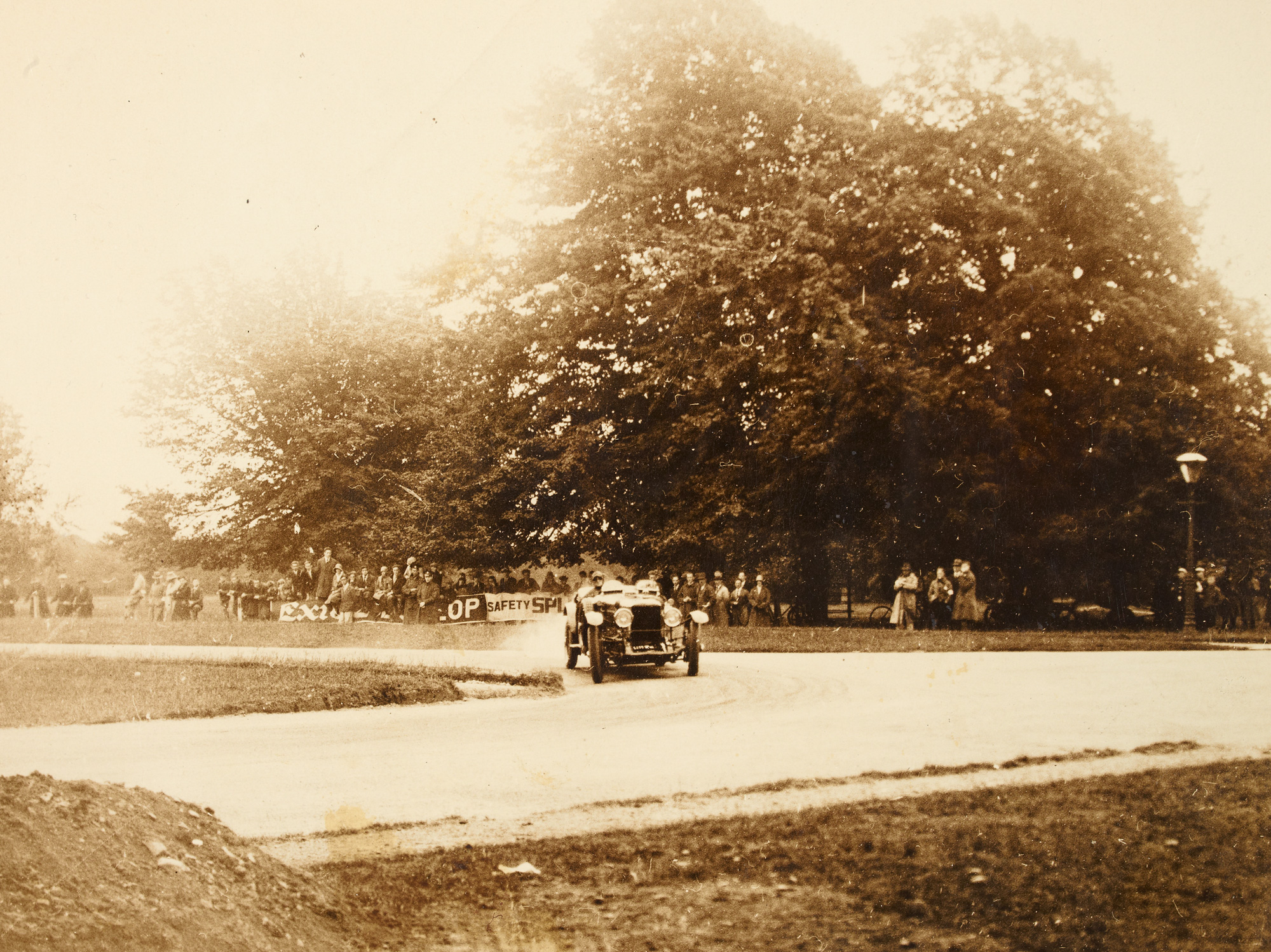
Malcolm Campbell au Phoenix Park durant la séance d'essai libre en 1929.

Le Grand Prix d'Irlande (Irish International Grand Prix) était course automobile qui s'est tenue entre 1929 et 1931 sur un circuit provisoire aménagé au Phoenix Park de Dublin, la capitale de l'Irlande.
L'épreuve se déroulait en deux courses distinctes. La course du vendredi, la Coupe Saorstát (État libre en gaélique), était pour les voitures possédant un moteur ayant une capacité maximale de 1 500 cm3 tandis que le samedi les pilotes pouvaient concourir dans les voitures plus puissantes (plus de 1 500 cm3), la Coupe Éireann (Irlande en gaélique). Le vainqueur du Grand Prix d'Irlande était le conducteur qui avait parcourue la distance de 300 miles, soit la somme des deux courses, le plus rapidement.

## Palmarès
| Année | Vainqueur         | Voiture           | Circuit      | Résultats |
| ----- | ----------------- | ----------------- | ------------ | --------- |
| 1929  | Boris Ivanowski   | Alfa Romeo 6C     | Phoenix Park | Résultats |
| 1930  | Rudolf Caracciola | Mercedes-Benz SSK | Phoenix Park | Résultats |
| 1931  | Norman Black      | MG                | Phoenix Park | Résultats |